# Sale Sharks
Los Sale Sharks (Tiburones de Sale) es un equipo profesional de rugby de la ciudad de Salford, Inglaterra. Disputa los partidos en el AJ Bell Stadium en la zona conocida como Gran Mánchester.
Compite actualmente en la Premiership Rugby, la liga profesional inglesa de rugby, que es la categoría de máximo nivel de Inglaterra y una de las ligas más importantes de Europa.

## Jugadores

### Jugadores internacionales

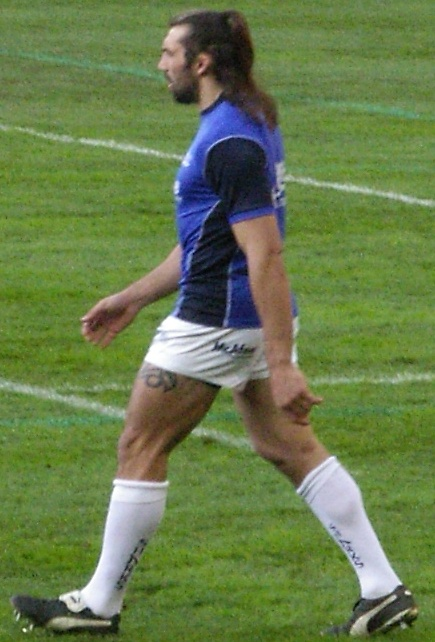
El jugador francés Sebastien Chabal, figura emblemática de los Sale Sharks.

- Juan Martín Fernández Lobbe
- Joaquín Tuculet
- Agustín Creevy
- Rory Lamont
- Jason White
- Oriol Ripol Fortuny
- Sébastien Bruno
- Sébastien Chabal
- Lionel Faure
- Brent Cockbain
- Dwayne Peel
- Eifion Roberts
- Mark Cueto
- Charlie Hodgson
- Dean Schofield
- Andrew Sheridan
- Mathew Tait
- Stuart Turner
- Luke McAlister
- Anitelia Tuilagi

### Jugadores internacionales Selecciones A
- Chris Jones (England Saxons)
- Richard Wigglesworth (England Saxons)

## Palmarés

### Torneos internacionales
- European Challenge Cup (2): 2001-02, 2004-05
- Orange Cup (1): 2006

### Torneos nacionales
- Premiership Rugby (1): 2005–06
- RFU Championship (1): 1993-94
- Premiership Rugby Cup (1): 2019-20
- Subcampeón Premiership (2): 2001–02, 2022–23